# نادين آنجرير
نادين آنجرير (بالألمانية: Nadine Angerer) من مواليد (10 نوفمبر 1978) في لوهر، هي لاعبة كرة قدم ألمانية تلعب بمركز حارسة مرمى، لعبت بالدوري الألماني الممتاز للسيدات سنة 2000، وحرست مرمى منتخب ألمانيا لكرة القدم للسيدات، وتحمل معه رقم قياسي في عدد الدقائق المتواصلة من اللعب دون أن يدخل مرماها أي هدف في كأس العالم.

## حياتها الكروية
بدأت حياتها الكروية مع نادي هوفستيتين عندما لعبت كمهاجمة. واستغلت بعدها بأي حال، طاقاتها الكامنة كحارسة مرمى بعد أن أصيبت حارسة مرمى الفريق.
انتقلت في سنة 1995 إلى نادي نورمبرغ، لتنتقل بعدها بعام إلى نادي فاكر ميونيخ. وسنحت لها فرصة بينما هي في نادي فاكر لتلعب في فريق كرة القدم لإحدى الكليات الأميركية، لكنها رفضت الأمر.
لعبت بين 1999 و 2001 مع نادي بايرن ميونخ، حيث ساعدت في صعود الفريق إلى دوري الدرجة الأولى للسيدات بعد أن كان في الدرجة الثانية. انتقلت في سنة 2004 إلى نادي توربين بوتسدام حيث فازت معهم بكأس ألمانيا في 2004 و2005 و 2006.
وفازت مع المنتخب الألماني في 30 سبتمبر 2007 بكأس العالم للسيدات دون أن يدخل مرماها هدف واحد طوال البطولة.
انتقلت في سنة 2008 إلى نادي يورجاردن إف دام السويدي لتسد مكان بنتي نوردبي حارسة مرمى منتخب النرويج لكرة القدم للسيدات، وعادت سريعا إلى ألمانيا ووقعت عقدا مع فريق فرانكفورت اف اف سي.

## المنتخب الوطني
كانت المباراة الدولية الأولى لنادين آنجرير في سنة 1997 ضد هولندا وعلى أيّ حال بعد خمس مباريات أخرى تتابعت سريعا بدأت تلعب بشكل متقطع، وذلك بسبب نجاح الحارسة الأساسية سيلكه روتنبرغ التي كانت تحجب نورها. ساعدت آنجرير المنتخب الوطني في الحصول على الميدالية البرونزية في ألعاب الأولمبياد الصيفية سنة 2000 في سيدني. وأصبحت الحارسة الأساسية للمنتخب الوطني الألماني في كأس العالم لكرة القدم للسيدات 2007 وذلك لأن الحارسة روتنبرغ كانت لا تزال بعيدة عن كامل لياقتها بعد الإصابة. ونجحت في أن لا يدخل مرماها هدف واحد خلال بطولة كأس العالم بأكملها، مسجلة ًرقما قياسيا في عدد الدقائق المتتالية من اللعب دون دخول أي هدف في المرمى في نهائيات كأس العالم، مدته 540 دقيقة. وشمل هذا صدها لضربة جزاء سددتها اللاعبة مارتا فييرا دا سيلفا في المباراة النهائية ضد البرازيل.

## وصلات خارجية
- نادين آنجرير على موقع الاتحاد الدولي (مؤرشف)  (الإنجليزية)
- نادين آنجرير على موقع الاتحاد الأوربي (الإنجليزية)
- نادين آنجرير على موقع قاعدة بيانات كرة القدم.إي يو (الإنجليزية)
- نادين آنجرير على موقع Soccerway.com (الإنجليزية)
- نادين آنجرير على موقع عالم كرة القدم.نت (الإنجليزية)
- نادين آنجرير على موقع كووورة
- نادين آنجرير على موقع أوليمبيديا (الإنجليزية)

- (بالألمانية)

```
موقع نادين آنجرير الرسمي
```